# Tatra T5C5
Tatra T5C5 — серийный четырехосный трамвайный вагон производства ČKD-Tatra, предназначенный для Будапешта.

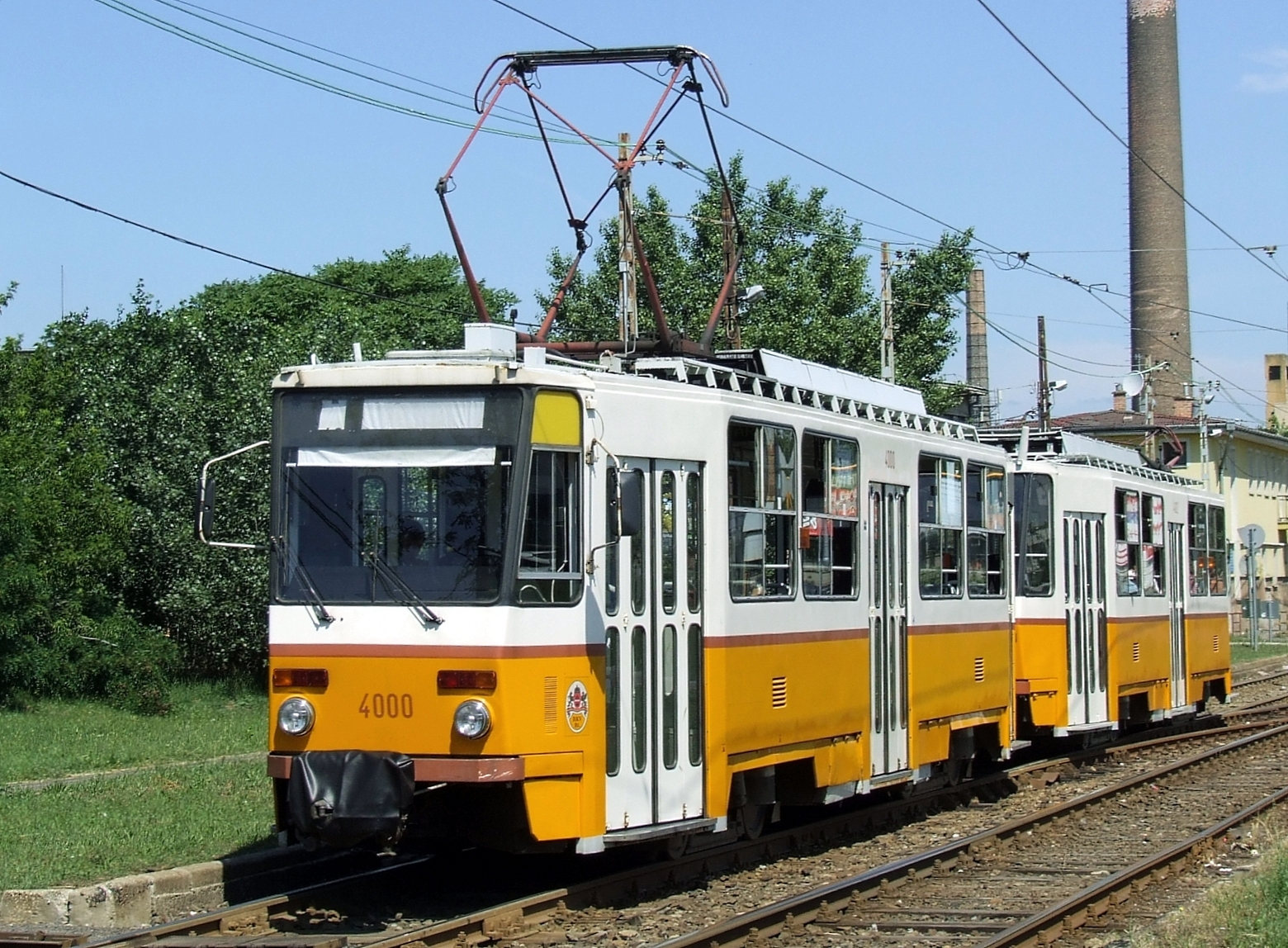
Tatra T5C5

## Описание
Tatra T5C5 — двусторонний однокабинный трамвай производства ČKD-Tatra, представленный в 1978 году. В том же году проводилось тестирование двух прототипов в Праге и Будапеште. Эта модель во многом отличалась от других трамваев Tatra. Вагон использован типичную РКСУ с ручным кулачковым контроллером, также эти вагоны имеют сцепку Шарфенберга, а не «рукопожатие», как у вагонов Т3/Т4.

## Поставки в Будапешт
С 1978 по 1984 год 322 вагона было направлено в Будапешт, 240 из которых используются и по сей день.

## Модернизации
С 2002 по 2004 год 80 вагонов прошли модернизацию, в результате которой, были установлены импульсные преобразователи на базе IGBT транзисторов вместо типичной РКСУ. Эти вагоны получили индекс «T5C5K». Затем была ещё одна модернизация в 2009 году, после которой вагонам был дан индекс «T5C5K2». В 2014 году стартовала программа модернизации всех вагонов T5C5 до T5C5K2. На июль 2015 года 80 + 28 вагонов T5C5K2 эксплуатируются, ещё 12 — проходят модернизацию.